# Shannara
La serie Shannara es un conjunto de historias de fantasía escritas por Terry Brooks. La mayoría de los libros nos cuentan las aventuras de la familia Ohmsford (descendientes de la dinastía Shannara) en un futuro post-apocalíptico. La acción se desarrolla en las Cuatro Tierras donde la magia ha reemplazado a la tecnología. 
El escenario del primer libro La espada de Shannara tiene puntos en común con la trama del Señor de los Anillos de J.R.R. Tolkien. A partir del segundo libro, Terry Brooks supo emanciparse de la herencia Tolkien creando su propio universo fantástico. 
La serie se compone actualmente de 24 cuentos, un cómic, tres novelas y una guía.
En 2016 Shannara fue adaptada para una serie de televisión titulada Las crónicas de Shannara.

## Geografía del mundo de las Cuatro Tierras
Las Cuatro Tierras es el nombre dado por sus habitantes en un futuro post-apocalíptico al antiguo continente de América del Norte. 

### Las tierras del Norte

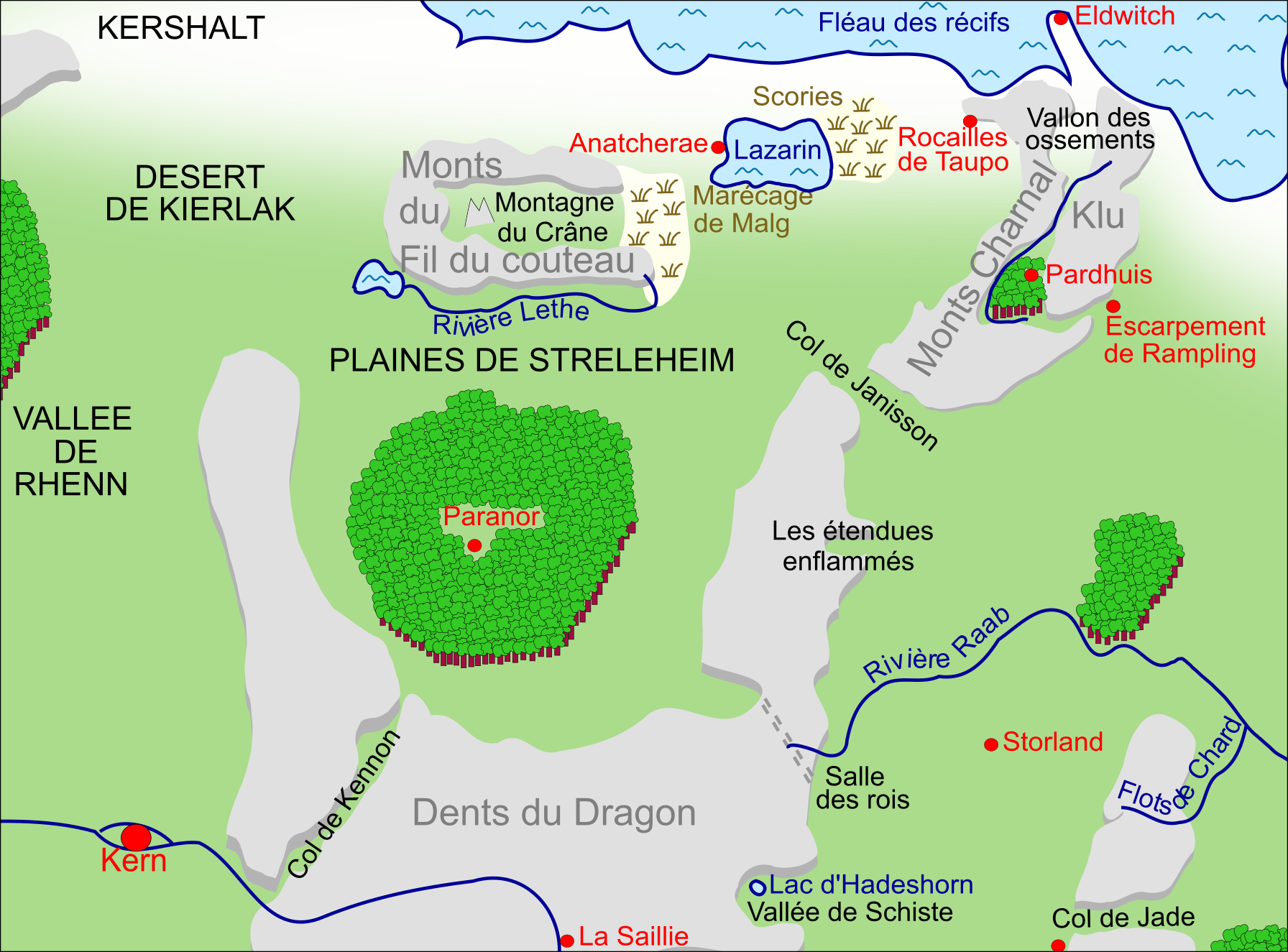
Tierras del Norte

Las tierras del Norte son habitadas por los Troles. En 3100, la elfa Galáfila funda Paranor, la ciudad de los druidas. Es en el Norte donde se encuentra también, entre 3350 y 4100, el reino de Crane, base del druida malvado Brona. En las montañas Charnal se encuentra la tribu de los Urdas, los gnomo-troles.

### Las Tierras del Sur

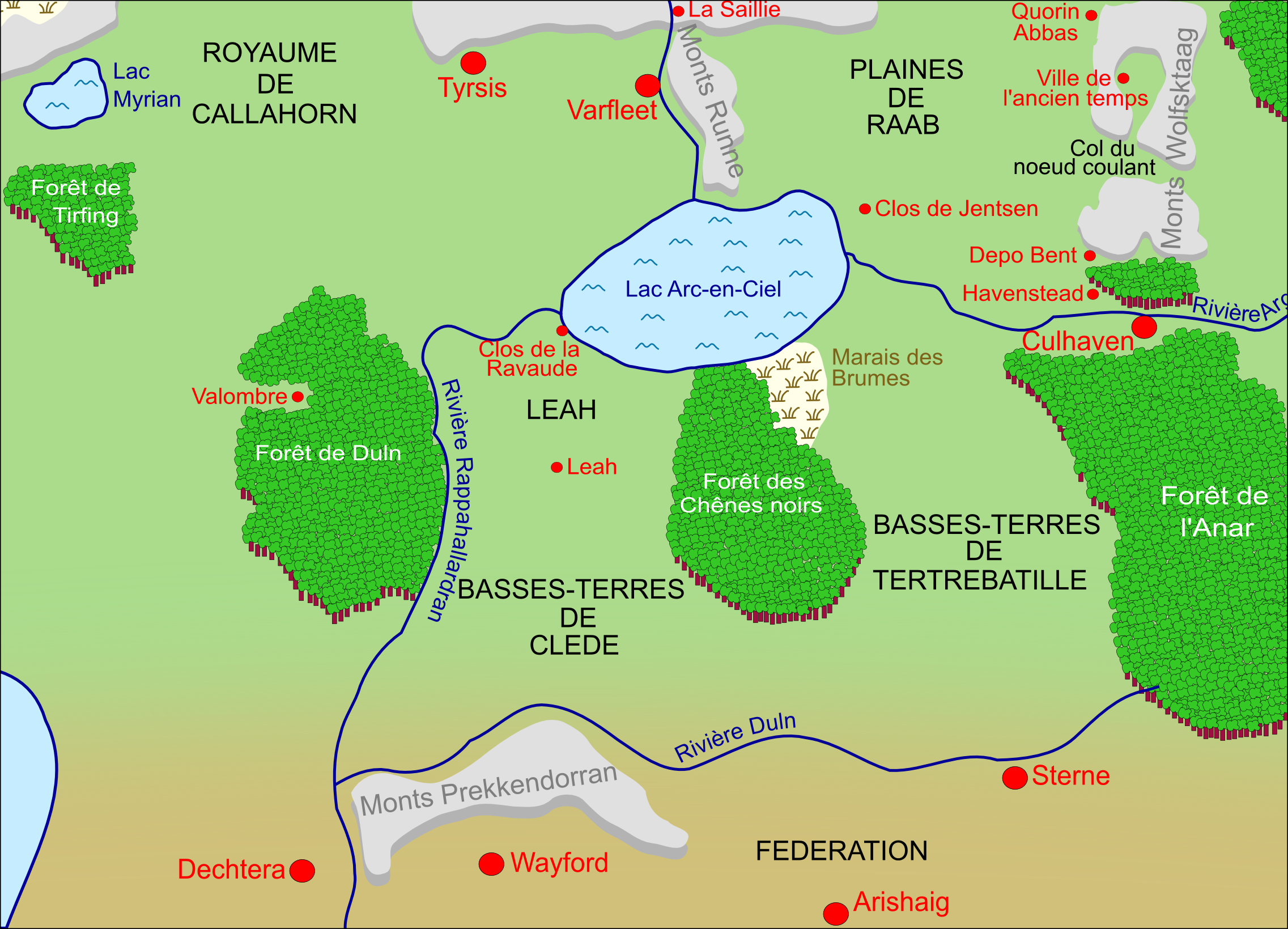
Tierras del Sur

Las tierras del Sur están habitadas por los humanos. En el 3600, Kinson Ravenlock funda el poderoso Reino fronterizo de Callahorn. Su dinastía reinó hasta el 4000 cuando fue reemplazada por la familia Buckhannah. Entre 3600 y 4100 se fundó el Principado de Leah y la Comunidad del bosque de Valombre. Más al sur, encontramos muchas villas humanas, las cuales se unen en la Federación en el 4330.

### Las Tierras del Este

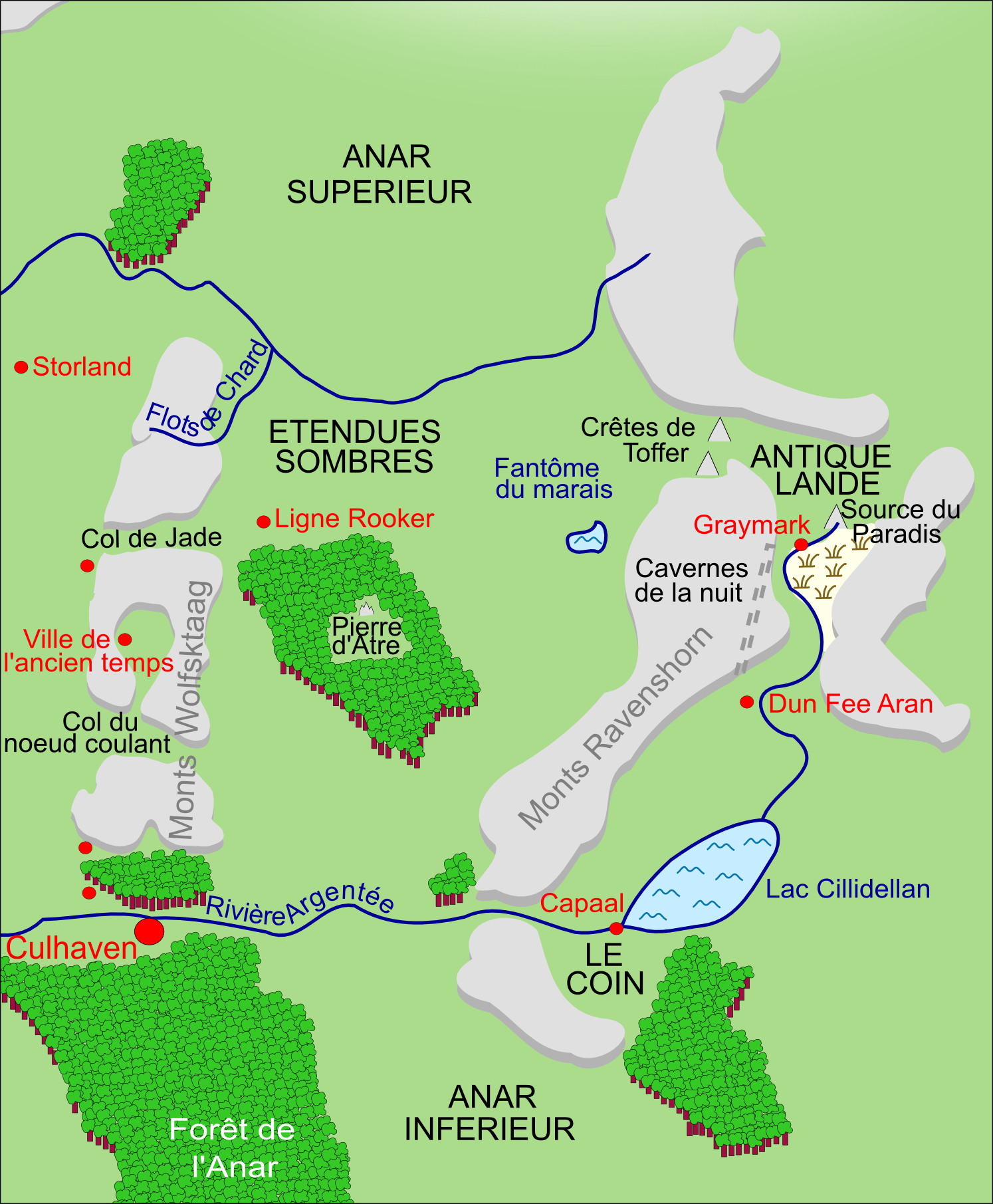
Tierras del Este

Las tierras del Este están habitadas por los enanos y los gnomos. Al sur, se encuentra el Reino enano de Culhaven, en el Anar inferior. Primero fueron dirigidos por reyes enanos y más tarde por un consejo de ancianos. La fortaleza de Capal fue construida alrededor del año 3600. Las comunidades gnomas más importantes se encuentran en las montañas Ravenshorn y Wolfsktaag. Nunca han tenido un dirigente común. Más al este, podemos encontrar la ciudadela de Graymark fundada antes del 3600 por los Mwellrets, los troles de los pantanos. Más tarde su especie se extinguiría. Las largas sombras y el Anar superior están poblados por campesinos, ladrones y gnomos-araña. En la Antigua Landa habitan las criaturas Garoux.

### Las Tierras del Oeste

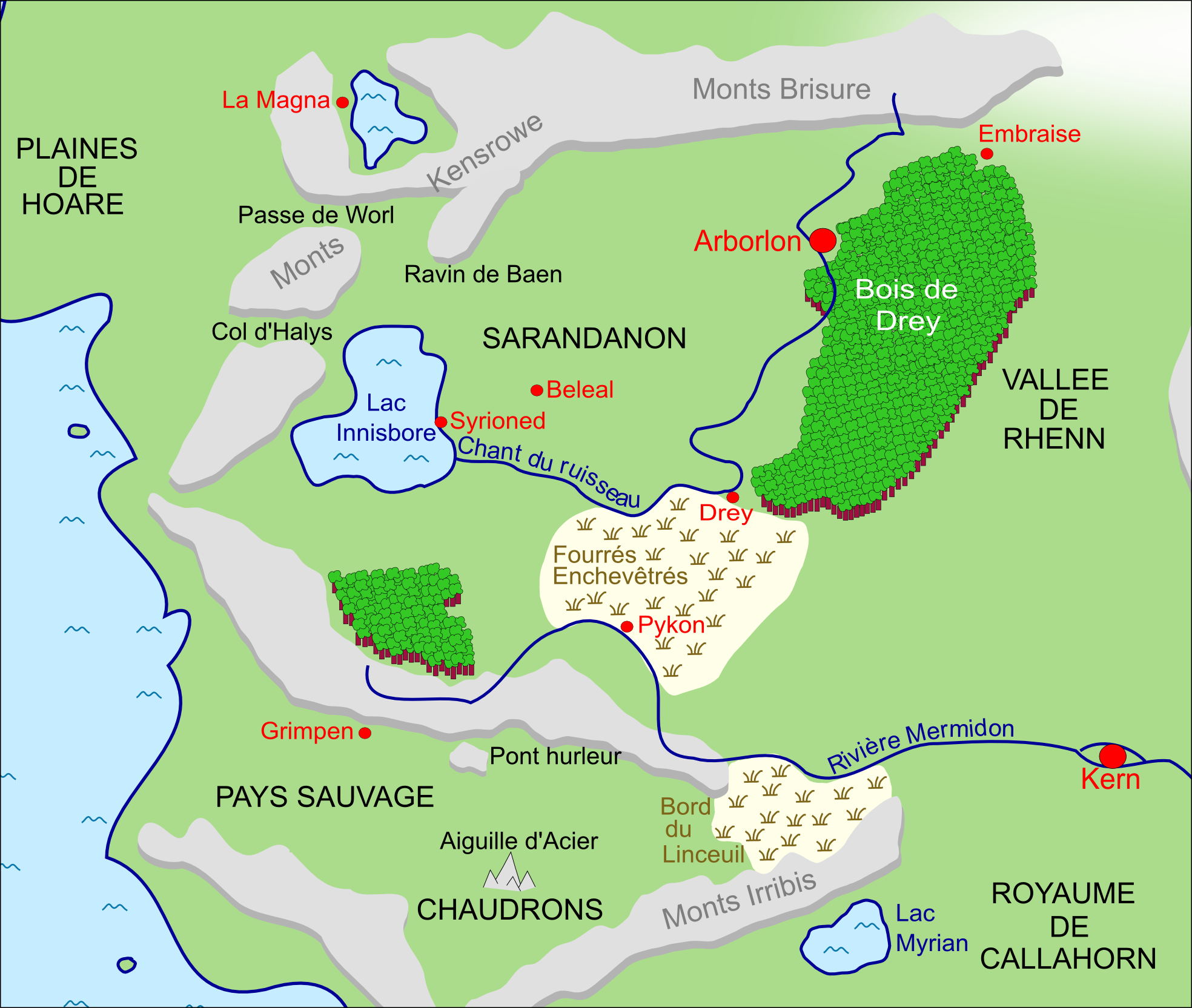
Tierras del Oeste

Las tierras del Oeste están habitadas por los elfos. El Reino de los elfos es el más antiguo de todos los reinos de las Cuatro Tierras. Antes del 3600, estuvo gobernado por la familia Ballindaroch. Más tarde, entre 3600 y 3850, por la familia Shannara y, finalmente, por la familia Elessedil desde el 3850. Al sur encontramos el País salvaje, poblado por vagabundos y ladrones. Más al sur todavía encontramos el Nido de Águilas, la ciudad élfica de los caballeros del cielo.

### Ultramar

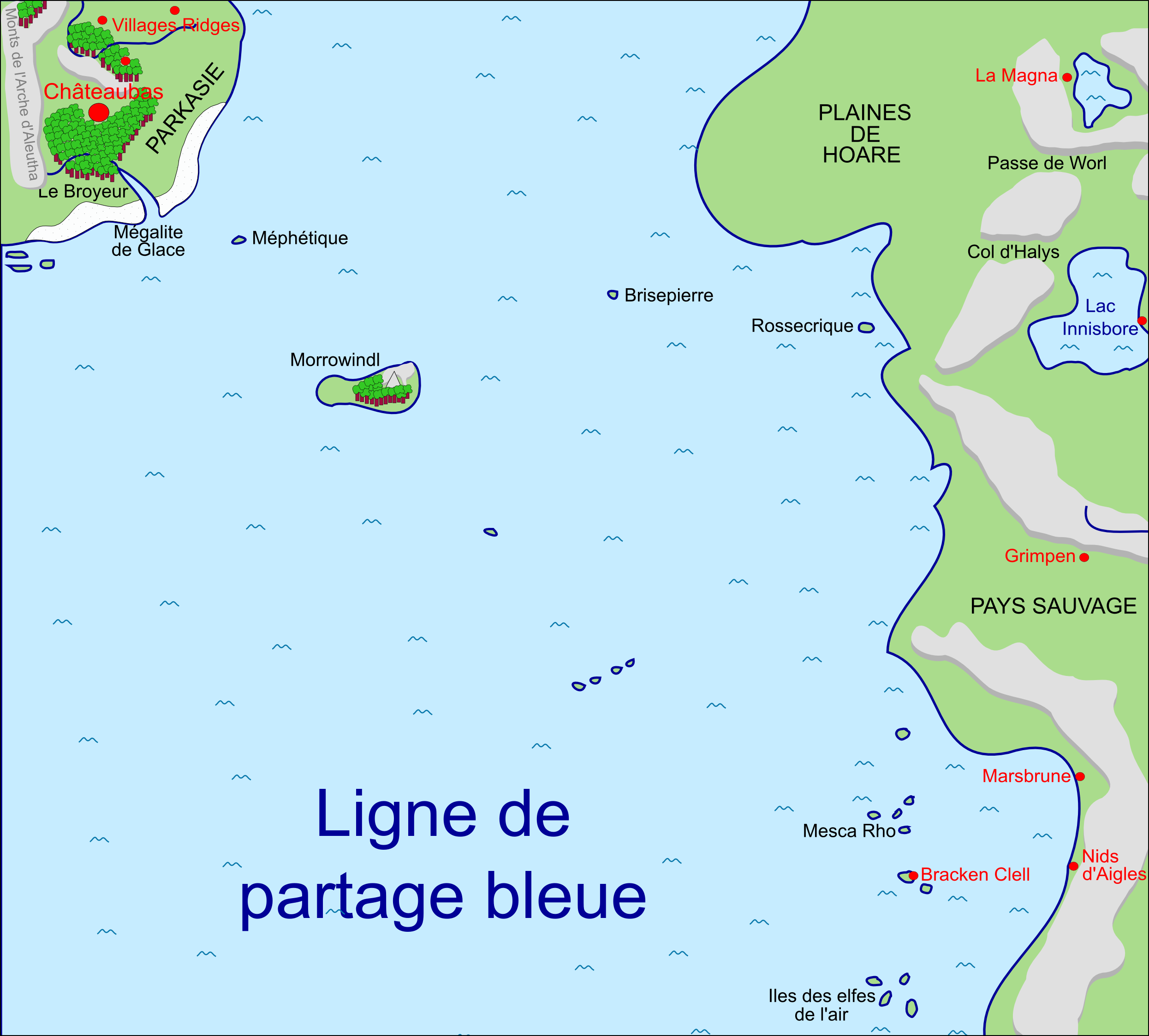
Ultramar

Ultramar ha sido explorado en multitud de ocasiones por aventureros de las Cuatro Tierras. En 4470, Wren Ohmsford exploró la peligrosa isla de Morrowindl. En el 4570, el príncipe elfo Kael Elessendil atravesó la línea de división azul y descubrió Parkasia. En el 4600, el druida Walker Boh y su rival, la hechicera de Ilse, organizaron expediciones hacia Parkasia.

### Mundo de los demonios

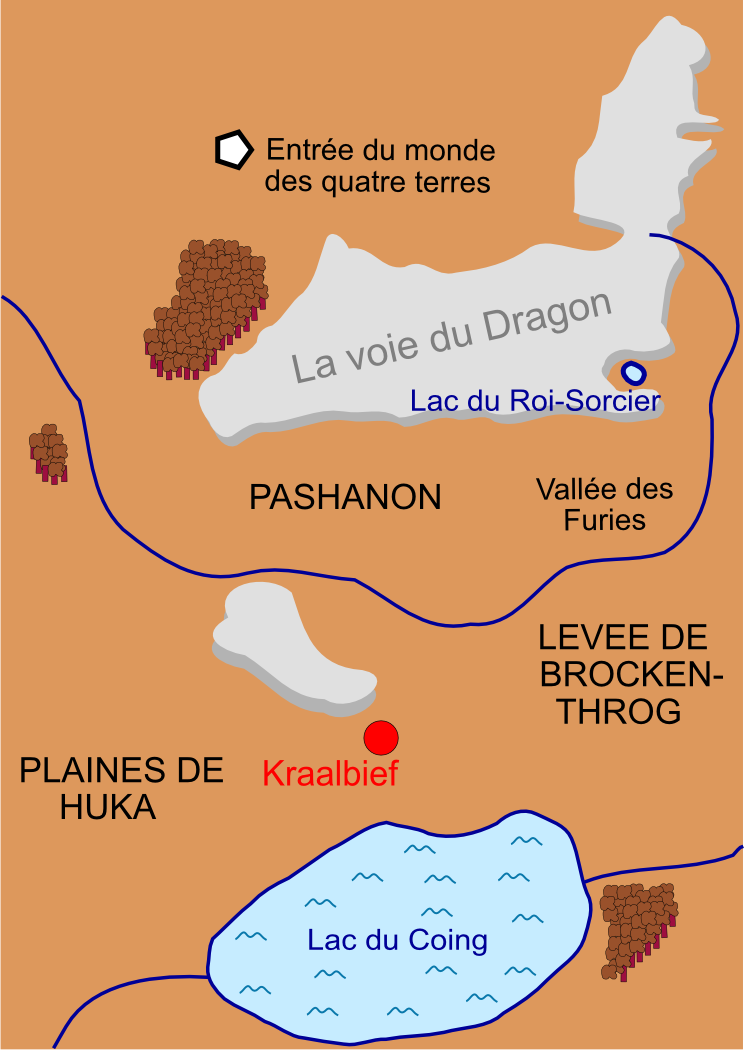
Mundo de los demonios

El mundo de los demonios se encuentra detrás de una barrera mágica situada en las llanuras de Hoare. Desde los tiempos feéricos, los demonios, los dragones, las harpías, las furias, los goblins y otras razas malvadas fueron confinados por los elfos en el mundo de los demonios. Los demonios han intentado salir dos veces: la primera en 4150 y la segunda en el 4620. 

## Cronología
- 2090: Creación de la inteligencia artificial Ántrax en una base científica secreta en el noreste de Asia. Su misión era salvaguardar todos los conocimientos de la humanidad.[1]
- 2100: Las Grandes Guerras destrozan la Tierra. Se destruye la civilización actual. Los elfos deciden dejar de ocultarse y los hombres mutan en cuatro especies diferentes: los troles, los enanos, los gnomos y los humanos.[2]
- 3100: La elfa Galáfila crea el consejo de druidas en Paranor para reunir todos los conocimientos antiguos que todavía perduran.[2]
- 3350: Primera Guerra de las Razas. El druida Brona descubre un libro demoníaco, Ildatch, y decide usarlo para dominar el mundo. Liderando el ejército de los hombres, desata una guerra contra las otras razas. El resto de druidas se unen para destruirlo y logran asesinarlo. Pero gracias al poder de Ildatch, el alma de Brona sobrevive.[3]
- 3600: Segunda Guerra de las Razas. Brona, convertido en el rey-brujo de Crane, moviliza a los troles y a los gnomos contra Paranor, conquistando la fortaleza y haciendo asesinar a todos los druidas. Más tarde derrotó al ejército enano del rey Raybur y se dirigió contra los elfos. Bremen, uno de los pocos druidas supervivientes de la matanza de Paranor, hace forjar para el rey de los elfos Jerle Shannara una espada mágica. Con esta arma, Jerle logra la victoria sobre el ejército de Brona.[3]
- 4100: Tercera Guerra de las Razas. El rey-brujo moviliza, una vez más, a los troles y los gnomos en contra de los elfos, los enanos y los humanos. Allanon, hijo adoptivo de Bremen y último de los druidas de Paranor ayuda a Shea Ohmsford (último descendiente del rey Jerle Shannara) a encontrar la espada de Shannara. Con la espada, Shea destruye definitivamente el espíritu del rey-brujo.[2]
- 4150: Guerra de los demonios. Ellcrys, el árbol sagrado de los elfos, se muere. Esto permite a los demonios volver a la Tierra para vengarse de los elfos, sus eternos enemigos. Allanon y Wil Ohmsford (nieto de Shea) ayudan a Amberle Elessedil (nieta del rey de los elfos) a fertilizar las semillas de Ellcrys. Una vez el árbol es replantado, los demonios son expulsados de nuevo a su mundo.[4]
- 4170: Primera guerra del Anar. Antiguos discípulos de Brona, los espectros, unen bajo su mando a todos los clanes gnomos gracias al poder del libro Ildatch. Atacan el reino de los enanos para dominar todo Anar. Jair y Brin Ohmsford, los hijos de Wil, cruzan las líneas enemigas y destruyen Ildatch. Allanon es asesinado durante la misión y la fortaleza de Paranor desaparece.[5]
- 4172: Jair Omsford vuelve a Anar para destruir una página de Ildatch que se salvó cuando se eliminó el libro.[6]
- 4173: La hechicera Croton secuestra al anciano druida Cogline para que este le revele el secreto para hacer resurgir Paranor. Jair Ohmsford libera al druida y acaba con la hechicera.[7]
- 4330: Las villas humanas se unen para crear la Federación. El reino humano de Callahorn, sin rey, se convierte en un protectorado. El principado de Leah también se une a la federación.[8]
- 4370: Segunda guerra de Anar. La federación de humanos declara la guerra a los enanos. Éstos, vencidos, son esclavizados en las minas de la federación. Los elfos desaparecen de nuevo.[8]
- 4470: La sombra de Allanon vuelve a la Tierra y convoca a los descendientes de Shea: los hermanos Par y Coll Ohmsford, Walker Boh y Wren Ohmsford. Las sombras, seres mágicos deformes, amenazan el mundo. Allanon asigna a cada descendiente una misión: Par debe encontrar la espada de Shannara,[8] Walker debe restaurar Paranor[9] y Wren debe encontrar a los elfos.[10] Una vez las misiones cumplidas, los descendientes utilizan sus talismanes y sus poderes para vencer definitivamente a las sombras.[11]
- 4475: Padishar Creel rebela a los hombres de Callahorn contra la Federación. Morgan Leah ayuda a los enanos a conquistar su independencia.[11]
- 4550: El principado de Leah recupera su independencia. Desde ahora será gobernado por un consejo de ancianos.[12]
- 4570: Primera expedición a Parkasia. El príncipe Kael Elessedil toma el mando de tres naves para descubrir una antigua magia escondida en el continente al otro lado de la línea de separación azul. Después de cien años de sueño druídico, Walker Boh sale de nuevo de Paranor. Recorre las Cuatro Tierras para reclutar discípulos. Pero ante el rechazo de los diferentes gobiernos de ayudarle en su misión, se retira de nuevo a Paranor.[12]
- 4588: Invención de los barcos voladores.[12]
- 4590: Inicio de la Guerra de las montañas Prekkendorran. La coalición de elfos, enanos y humanos de Callahorn se enfrenta a la Federación de villas humanas por el control de las Tierras del Sur.[12]
- 4600: Segunda expedición a Parkasia. Después de la reaparición y muerte del príncipe Kael, el druida Walker Boh organiza una segunda expedición hacia el misterioso continente. Parte a bordo de un barco volador, el "Jerle Shannara". La terrible hechicera de Ilse parte también para buscar la antigua magia.[12] Cuando llegan a su destino, ambas expediciones descubren que la fuente de magia es, de hecho, una enorme central informática que guarda todos los conocimientos del mundo. Por desgracia, el guardián informático que la protege, Ántrax, se ha vuelto loco y ataca a los recién llegados. Walker Boh consigue destruirlo, pero queda mortalmente herido.[1] Ante la incapacidad de descifrar los datos informáticos, los supervivientes deciden tomar el camino de vuelta. Gracias a la magia de la espada de Shannara, la hechicera de Ilse descubre la verdad sobre su pasado. Su mentor, Morgawr, es el responsable de la muerte de sus padres. Morgawr persigue a la hechicera y a los supervivientes del Jerle Shannara pero cuando los atrapa, la hechicera acaba con él. Ella renuncia a la magia negra, retoma su nombre original Grianna Ohmsford y decide volver a fundar la orden de los druidas.[13] Luego se convierte en Alto Druida.[14]
- 4620: Algunos druidas forman un complot para desterrar a Grianna Ohmsford al mundo de los demonios. Los amigos de la Alta Druida se movilizan para encontrarla.[14] Sólo el joven Penderrin Ohmsford tiene el poder de encontrar a su tía. Debe construir un artefacto mágico con una rama del árbol Tanequil.[15] Cuando Grianna regresa a las Cuatro Tierras, pone fin al complot y cede su puesto de Alto Druida. Por otro lado, la armada de la Federación es vencida por la coalición y se firma un tratado de paz que pone fin a la Guerra de las montañas Prekkendorran.[16]

## Principales familias
- Los Boh: En el 4170, la familia está compuesta por la forestal Kimber Boh, nieta del anciano druida Cogline (3300-4470). En el 4470, está compuesta del forestal Walker Boh hijo de Kenner Ohmsford, descendiente de Brin Ohmsford y de Risse Boh, a su vez descendiente de Kimber.
- Los Ballindarroch: Primera dinastía del reino élfico. En el 3600, la familia está compuesta, entre otros, por el rey Courtann Ballindarroch y por su hijo Alyten Ballindarroch.
- Los Buckhannah: Segunda dinastía del reino de Callahorn. En el 4100, la familia está compuesta por el rey Ruhl Buckhannah y por sus hijos Palance Buckhannah y Balinor Buckhannah. En el 4150, el rey es un primo lejano de Balinor.
- Los Creel: En el 3600, la familia está compuesta por el herrero Urprox Creel y por su mujer Mina. Urprox es quien forja la famosa espada Shannara. En el 4100, está compuesta por el bandido Panamon Creel. En el 4470, está compuesta por Padishar Crell descendiente de Panamon y jefe de la rebelión de Callahorn. También se compone de Damson Rhee, hija secreta de Padishar.
- Los Elessedil: Tercera dinastía del reino élfico. En el 4100, la familia se componía por el rey de los elfos Eventine Elessedil, de su hermano pequeño Breen Elessedil y de sus primos Durin y Dayel. En el 4150, formaban parte de la familia el propio rey Eventine, de sus hijos Aine Elessedil, Arion Elessedil y Ander Elessedil y de su nieta Amberle Elessedil, hija de Aine. En el 4170, se compone de Ander y de su hijo Edain Elessedil. En el 4470, se compone de la reina Ellenroh Elessedil descendiente de Edain, de su hermano Asheron Elessedil y de su sobrino Gavilan Elessedil. Son descendientes de Jair Ohmsford por parte de madre. En el 4570, la familia se compone de la reina Aine Elessedil y de sus dos hijos Kael Elessedil y Allardon Elessedil. Aine es la bisnieta de la reina Wren Ohmsford, a su vez nieta de 'Ellenroh Elessedil por su única hija Alleyne Elessedil. En el 4600, se compone del rey Allardon, de sus dos hijas y de sus dos hijos Kylen Elessedil y Ahren Elessedil. En el 4620, se compone de Ahren, de Kellen Elessedil y Khyber Elessedil, hijos de Kylen, de Arling, mujer de Kellen, de sus hijos Kiris y Wencling y de sus hijas.
- Los Leah: Dinastía principal de Leah. En el 4100, la familia se compone por el príncipe Menion Leah. En el 4170, se compone por el príncipe Rone Leah, bisnieto de Menion y de Shirl Ravenlock. En el 4172, Rone se casa con Brin Ohmsford. En el 4173, tienen un hijo que llaman Jair Leah. En el 4470, está compuesta por el aristócrata Kyle Leah y de su hijo Morgan Leah. En el 4600, se compone de Coran Leah bisnieta de Morgan y de Matty Roh, de su mujer Liria y de sus hijos, el primogénito de los cuales se llama Quentin Leah.
- Los Ohmsford: En el 4100, la familia está compuesta por Curzad Ohmsford, posadero en Valombre, de su hijo Flick Ohmsford y de su hijo adoptivo Shea Ohmsford. En el 4150, se compone del nieto de Shea, Wil Ohmsford y de su mujer Eretria. En el 4170, se compone de Will. Eretria y sus hijos: Brin Ohmsford y Jair Ohmsford. Jair tendrá más tarde tres hijos que se instalarán en las Tierras del Oeste. Uno morirá soltero y los otros dos se casaran con elfos. De los dos últimos, uno vuelve más adelante a Valombre. En el 4470, la familia se compone de Jaralan y Mirianna Ohmsford descendientes del hijo de Jair que volvió a Valombre, de sus hijos Par Ohmsford y Coll Ohmsford y de Wren Ohmsford, nieta de la reina de los elfos Ellenroh Elessedil. En el 4570, se compone de Biornlief y de su marido Araden, nieto de Par Ohmsford y de Damson Rheen. En el 4600, se compone de los hijos de Araden: Grianne Ohmsford llamada la hechicera de Isle y de su hermano Bek Rowe. En el 4620, se compone de Grianne, de Bek, su mujer Rue Meridian y su hijo Penderrin Ohmsford.
- Los Ravenlock: Primera dinastía de Callahorn. En el 3600, La familia se compone del explorador Kenson Ravenlock y de su mujer Mareth. En el 4100, se compone de Shirl Ravenlock, esposa de Menion Leah.
- Los Shannara: Segunda dinastía del reino élfico. En el 3600, se compone de Jerle Shannara y su esposa Preia Starle. Jerle es primo hermano del rey Courtann Ballindarroch y ancestro de Shea Ohmsford.

## Los libros

### La precuelaEl primer rey de Shannara
El primer rey de Shannara (The First king of Shannara) tiene como protagonista al elfo Jerle Shannara y al druida Bremen. La historia se desarrolla 500 años antes del primer libro de la trilogía Shannara.

### La trilogíaShannara
La primera trilogía se compone de La espada de Shannara (The Sword of Shannara), Las piedras élficas de Shannara (The Elfstones of Shannara) y El cantar de Shannara (The Wishsong of Shannara). El primer libro cuenta las aventuras de Shea, último descendiente de Jerle Shannara y de Flick Ohmsford. El segundo habla de Wil Ohmsford, hijo de Shea. El último libro de la trilogía habla de Brin y Jair Ohmsford, los dos hijos de Wil. La familia Ohmsford es guiada en sus misiones por el druida Allanon, hijo adoptivo y sucesor de Bremen.

### La novelaInvencible
La novela Invencible (Indomptable) se publicó inicialmente en el recopilatorio Leyendas II. Sirve como epílogo al libro El encantamiento de Shannara. Tiene como protagonista a Jair Ohmsford.

### El cómicEl espectro de Shannara
El cómic El espectro de Shannara (Dark Wraith of Shannara) retoma los personajes del Encantamiento de Shannara en una aventura inédita que ocurre un año después de la historia de la novela Invencible. 

### La tetralogíaLa herencia de Shannara
La historia de estos cuatro libros transcurre 300 años después de la trilogía Shannara. Está formada por Los descendientes de Shannara (The Scions of Shannara), El Druida de Shannara (The Druid of Shannara), La reina élfica de Shannara (The Elf queen of Shannara) y Los Talismanes de Shannara (The Talismans of Shannara). Nos cuentan la historia de cuatro descendientes de Brin y Jair: Walker Boh, Coll Ohmsford, Par Ohmsford y Wren Ohmsford.

### La trilogíaEl viaje de Jerle Shannara
La trilogía se compone de Ilse la hechicera (Ilse Witch),  El tesoro del bastión caído (Antrax) y El último viaje ( Morgawr). La historia transcurre a bordo del barco Jerle Shannara (nombrado así en recuerdo al rey Jerle). El druida Walker Boh guía a los protagonistas a través del océano en la búsqueda de antiguas fuentes de poder 130 años después de la tetralogía La herencia de Shannara.

### La trilogíaLa alta druida de Shannara
Esta trilogía se compone de Jarka Ruus, Tanequil y Straken. Se trata de la historia de la desaparición de la alta druida Grianna Ohmsford veinte años después de los hechos ocurridos en la trilogía El viaje de Jerle Shannara.

### La trilogíaThe Word/Void
La trilogía The Word/Void se compone de Running with the Demon, A Knight of the Word y Angel Fire East. La historia transcurre entre 1997 y 2012 en el estado de Illinois. Los protagonistas son John Ross, un estudiante, y Nest Freemark una joven que posee poderes mágicos. Los personajes de esta trilogía no tenían relación conocida con los personajes de Shannara antes de la publicación del libro Armageddon's Children. Este libro revela que esta trilogía es, de hecho, el punto de partida del universo Shannara. Representa la primera confrontación de la magia con las fuerzas demoníacas del vacío.

### La trilogíaThe Genesis of Shannara
La trilogía se compone de Armageddon's Children, The Elves of Cintra y The Gypsy Morph. Esta trilogía une la anterior con el universo Shannara. Transcurre 80 años después de The Word/Void, es decir en 2100. 

### Los dos librosLegends of Shannara
Se compone de dos libros: Bearers of the Black Staff y The Measure of the Magic. Transcurren 500 años después de The Gypsy Morph.

### La trilogíaThe Dark Legacy of Shannara
La trilogía se compone de Wards of Faerie, Bloodfire Quest y Witch Wraith.

### La trilogíaThe Defenders of Shannara
La trilogía se compone de The High Druid's Blade, The Darkling Child y The Sorcerer's Apprentice. La historia transcurre cien años después de The Dark Legacy of Shannara.

### Las novelasPaladins of Shannara
La serie se compone de Allanon’s Quest, The Weapons Master’s Choice y The Black Irix.

### La guíaThe World of Shannara
La guía The World of Shannara describe los principales reinos y personajes del universo de Shannara. Presenta el universo Shannara de manera detallada.

## Adaptaciones

### Vídeo Juego
En 1995 se editó el videojuego Shannara para DOS y Microsoft Windows. Tiene como protagonista a Jak Ohmsford, el hijo de Shea.

### Proyecto de adaptación al cine
En el año 2007, los derechos para una adaptación cinematográfica de todo el universo Shannara fueron vendidos a Warner Bros. La película estaba prevista que fuera una adaptación del libro Las piedras élficas de Shannara, segundo tomo de la trilogía original. Iba a ser realizada por Mike Newell, el mismo realizador de Harry Potter y el cáliz de fuego, y tenía previsto ver la luz en el año 2009, seguida de la adaptación de La espada de Shannara en el año 2010. Las películas nunca llegaron a producirse.

### Serie televisiva
Sonar Entertainment compró los derechos para una serie en el año 2012. En diciembre de 2013 se anunció la serie, basada en el libro Las piedras élficas de Shannara, producida por MTV. La serie, titulada Las crónicas de Shannara, ha empezado a emitirse en enero de 2016.
Basado en las Piedras Elficas de Shannara muestra diferencias en la adaptación de los personajes, se incorporan algunos no descritos en el libro como la Comandante Tilton, líder de la Guardia Negra y que en la serie muestra un romance entre los dos hermanos príncipes, Catania fiel amiga y sirviente de la princesa Amberle,  Bandon joven elfo encontrado encerrado en forma misteriosa y que Amberle decide rescatar y que esconde poderes que el no conoce.  
se enfatiza en la presencia más participativa de Eretria en la historia, formando parte de la búsqueda de Salva fuerte desde el comienzo, mostrándose en la serie como una astuta joven, capaz de luchar.
En la serie se muestra una princesa Amberle, audaz,  temeraria y decidida capaz de valerse por sus propios medios, no así la niña élfica indecisa e indefensa y desertora que plantea el libro.
Wil Ohmsford, en el libro Nieto de Shea Ohmsford, no hijo como lo plantea la serie, ya es un prácticamente un curandero y hace demostraciones de su conocimiento en más de una oportunidad en el libro, conoce las hazañas de su abuelo quien aún está vivo pero enfermo de quien recibe como regalo las piedras Élficas, en el libro se plantea más astuto y presto a tomar decisiones en la marcha sin el consentimiento de Amberle.